# أحمد الصباحي
أحمد عوض الله خليل الشهير بأحمد الصباحي (29 مارس 1910 - 21 يناير 2009)، رئيس حزب الأمة المصري السابق وأحد المرشحين لانتخابات الرئاسة المصرية لعام 2005. توفي عن عمر يقارب 99 سنة، وقد أخطأت الصحف حين وفاته وذكرت أنه من مواليد محافظة الشرقية عام 1915 بينما هو من مواليد 1910.
أسّس وترأس حزب الأمة المصري حتى وفاته سنة 2009. واشترك في أول انتخابات رئاسية مصرية، كما اشتهر بقراءة الكف والطالع، وله العديد من المؤلفات فيها.
هذا ويعتبره البعض نموذجا لرجل من عصر الطرابيش إذ أنه إلى حين وفاته كان لا يزال متمسكا بعادة وضع طربوشا أحمر على رأسه ليس هذا فحسب بل إنه اعتبر ارتداء المواطن المصري للطربوش الأحمر جزءا من برنامجه الانتخابي في عام 2005 مما أثار دهشة الكثيرين .